# Ruská republika
Ruská republika (rusky Российская республика, Rossiyskaya respublika) je termín, kterým se označuje ruský stát, existující na velké části území zaniklého carského Ruského impéria od Únorové revoluce po Říjnovou revoluci roku 1917. Tento krátkodobý stát byl řízen prozatímní vládou.

## Historie

### Vznik
V únoru 1917 bylo Rusko ve velmi nevýhodné situaci:
1. Vojenská situace - Ruské impérium válčilo na dvou geograficky odlišných frontách proti Německému císařství, Rakousko-Uhersku, Osmanské říši a Bulharsku. Ve válce Rusko ustoupilo z ruské části Polska, dále z Běloruska, dobyté Haliče a části Ukrajiny.
2. Ekonomická situace - v Petrohradu, tehdejším hlavním městě impéria, nebyl dostatek chleba a když už, tak byl velice drahý. Lidé se začali bouřit, na ulicích se lidé střetávali s policií a záložní vojáci se připojili k demonstracím.

Car odjel do hlavního štábu kde si vyžádal velitele armády a všichni až na admirála Kolčaka se vyslovili pro abdikaci podle návrhu Dumy (parlamentu Ruského impéria). Následnictví se vzdal i za jeho syna careviče Alexeje, následnictví se později vzdal i velkokníže Nikolaj, možný nástupce trůnu.
V únoru 1917 byla vyhlášena Ruská republika která pokračovala v boji proti Centrálním mocnostem. Prvním předsedou vlády byl Georgij Lvov, po jeho odstoupení dne 7. července 1917 vedl vládu Alexandr Kerenskij. Oficiálně bylo vytvoření tohoto státního útvaru schváleno parlamentem dne 14. září 1917.

### Zánik
Po Říjnové revoluci došlo k útěku premiéra Kerenského a zatčení ostatních členů vlády, načež se moci chopila vláda Bolševiků, v jejím čele stál Vladimír Lenin. Nová vláda navázala na plán prozatímní vlády uspořádat volby, a taky bylo dne 25. listopadu 1917 zvoleno Ústavodárné shromáždění, které 18. ledna 1918 na svém prvním zasedání vyhlásilo demokratický stát pod novým názvem Ruská demokratická federativní republika. Bolševická vláda, která ve volbách utrpěla porážku, však následující den shromáždění rozpustila a dekret prohlásila za neplatný. 25. ledna pak Všeruský kongres sovětů vyhlásil Ruskou sovětskou federativní socialistickou republiku.